# 波皮
波皮（義大利語：Poppi），是意大利阿雷佐省的一个市镇。总面积97.04平方公里，人口6379人，人口密度65.7人/平方公里（2009年）。ISTAT代码为051031。

## 友好城市
- 法國 阿克斯莱泰尔姆